# NGC 1529
NGC 1529 ist eine Linsenförmige Galaxie vom Hubble-Typ S0 im Sternbild Netz am Südsternhimmel. Sie ist schätzungsweise 221 Millionen Lichtjahre von der Milchstraße entfernt und hat einen Durchmesser von etwa 80.000 Lichtjahren.
Im selben Himmelsareal befinden sich u. a. die Galaxien NGC 1534.
Das Objekt wurde am 9. Dezember 1836 vom britischen Astronomen John Herschel entdeckt.